# Liste der Monuments historiques in Saint-Maden
Die Liste der Monuments historiques in Saint-Maden führt die Monuments historiques in der französischen Gemeinde Saint-Maden auf.

## Liste der Objekte
| Bezeichnung           | Beschreibung            | Standort                     | Kennzeichnung | Schutzstatus | Datum | Bild |
| --------------------- | ----------------------- | ---------------------------- | ------------- | ------------ | ----- | ---- |
| Grabplatte mit Relief | Granit, 15. Jahrhundert | in der Kirche St-Jean (Lage) | PM22001210    | Inscrit      | 1970  |      |